# Newport (Washington)
Newport és una població dels Estats Units i seu del comtat de Pend Oreille a l'estat de Washington. Segons el cens del 2000 tenia 1.921 habitants.

## Demografia
Segons el cens del 2000, Newport tenia 1.921 habitants, 760 habitatges, i 471 famílies. La densitat de població era de 699,7 habitants per km².
Dels 760 habitatges en un 32,5% hi vivien nens de menys de 18 anys, en un 41,8% hi vivien parelles casades, en un 15,3% dones solteres, i en un 37,9% no eren unitats familiars. En el 33,4% dels habitatges hi vivien persones soles el 18,2% de les quals corresponia a persones de 65 anys o més que vivien soles. El nombre mitjà de persones vivint en cada habitatge era de 2,42 i el nombre mitjà de persones que vivien en cada família era de 3,09.
Per edats la població es repartia de la següent manera: un 29,1% tenia menys de 18 anys, un 8,5% entre 18 i 24, un 23,8% entre 25 i 44, un 20,1% de 45 a 60 i un 18,4% 65 anys o més.
L'edat mediana era de 37 anys. Per cada 100 dones de 18 o més anys hi havia 80,9 homes.
La renda mediana per habitatge era de 25.709 $ i la renda mediana per família de 30.898 $. Els homes tenien una renda mediana de 31.597 $ mentre que les dones 20.469 $. La renda per capita de la població era de 13.900 $. Aproximadament el 22% de les famílies i el 23,6% de la població estaven per davall del llindar de pobresa.

## Poblacions més properes
El següent diagrama mostra les poblacions més properes.